# Heinrich Eufinger
Heinrich Julius Josef Eufinger (* 29. Januar 1894 in Wiesbaden; † 11. März 1988 in Wilhelmshaven) war ein deutscher Gynäkologe und SS-Arzt.

## Leben

### Ausbildung und Werdegang bis 1945
Heinrich Eufinger besuchte von 1904 bis 1912 das Gymnasium in Frankfurt am Main und schloss hieran sein Studium der Medizin an, zuerst in Würzburg, dann in Freiburg im Breisgau und Frankfurt am Main. Unterbrochen wurde das Studium durch die Teilnahme als Kriegsfreiwilliger am Ersten Weltkrieg im Feldartillerie-Regiment 63. 1920 legte Eufinger sein Staatsexamen ab und promovierte in Frankfurt am Main. 1927/28 habilitierte er sich im Bereich Geburtshilfe und Gynäkologie und wurde Privatdozent an der Universität Frankfurt am Main.
1927 heirateten Heinrich Eufinger und Erna Möhle. 1928 wurde ihre Tochter Renate geboren, vier Jahre später folgte die Geburt der Tochter Marianne (1932), genannt Ema, die spätere erste Frau des Kunstmalers Gerhard Richter.
Zum 1. Mai 1933 trat Heinrich Eufinger in die NSDAP ein (Mitgliedsnummer 2.246.463) und wurde im selben Jahr Mitglied im NSDÄB. Von 1934 bis 1937 war er nichtplanmäßiger außerordentlicher Professor an der Universitäts-Frauenklinik Frankfurt am Main. In den Jahren 1937 bis 1945 war Eufinger leitender Direktor der Städtischen Frauenklinik in Dresden und von 1937 bis 1942 nichtplanmäßiger außerordentlicher Professor für Geburtshilfe und Gynäkologie an der Universität Leipzig. Nachdem er von 1933 bis 1935 der SA angehört hatte, trat Eufinger 1935 in die Schutzstaffel (SS) ein (SS-Nummer 284.645) und war bis 1945 an Zwangssterilisationen beteiligt. Insgesamt wurden in Eufingers Verantwortungsbereich ungefähr 900 Zwangssterilisationen durchgeführt. Eufinger engagierte sich stark in der SS und machte Vorschläge zur Rassenpolitik. Die Führung des NS-Staates hatte Vertrauen zu ihm, denn er behandelte diverse Frauen von führenden Repräsentanten des Staates. Der Gynäkologe begann seine Karriere in der SS als SS-Scharführer, wurde am 15. Januar 1943 Führer beim Stab SS-Oberabschnitt Elbe. Das SS-Zivilabzeichen, das auf Antrag ausgegeben wurde, um auch beim Tragen von Zivilkleidung die SS-Zugehörigkeit zu zeigen, erhielt Eufinger am 1. April 1943. Schließlich wurde er am 29. Januar 1944, pünktlich zu seinem 50. Geburtstag, auf Veranlassung des Reichsführers der SS Heinrich Himmler zum SS-Obersturmbannführer befördert. Politischer und wissenschaftlicher Werdegang greifen beim Gynäkologen Eufinger derart ineinander, dass eine Trennung kaum möglich ist.

### Werdegang in der sowjetischen Besatzungszone und in der DDR
Nach dem Ende der NS-Herrschaft verlor Eufinger seine Stellung, auch seine Approbation wurde ihm entzogen. Von November 1945 bis September 1948 wurde Eufinger durch die Sowjetische Militäradministration in Deutschland (SMAD) im Speziallager Nr. 1 Mühlberg interniert. Als leitender Arzt rettete er der Frau des sowjetischen Lagerkommandanten das Leben. Nach seiner Entlassung wurde in Dresden ein Ermittlungsverfahren wegen schwerer Körperverletzung, Mitgliedschaft in einer verbrecherischen Organisation und wesentlicher Förderung der nationalsozialistischen Gewaltherrschaft eingeleitet. Das Verfahren wurde von der Volkspolizei eingestellt, mutmaßlich wegen sowjetischer Protektion, und Eufinger durfte wieder als Arzt praktizieren. Er wurde Chefarzt der Gynäkologischen Abteilung der Klinik Burgstädt bei Chemnitz (von 1953 bis 1990 Karl-Marx-Stadt).

### Werdegang in der Bundesrepublik Deutschland und Nachleben
Als seine Ernennung zum außerplanmäßigen Professor an der Medizinischen Akademie Dresden scheiterte, siedelte die Familie Eufinger 1956 nach Wilhelmshaven über. Am 1. Januar 1957 wurde Eufinger Chefarzt der Frauenklinik Sanderbusch bei Wilhelmshaven. 1965 ging er in Pension.
Eufinger starb am 11. März 1988 in Wilhelmshaven. Im Nachruf der Fachzeitschrift Der Frauenarzt (1988, Heft 3) wird das Lebenswerk Eufingers unter anderem mit folgenden Worten gewürdigt: „Die 15jährige Tätigkeit in Frankfurt war ausgefüllt von ungewöhnlich fruchtbarer wissenschaftlicher Arbeit. Hier hat er nicht nur sehr viel, sondern auch sehr Gutes geleistet. (…) Die Jahre (…) in Dresden waren (…) angefüllt mit kraftvollem Schaffen klinischer Arbeit.“ Der Nachruf schließt mit dem Hinweis auf Eufinger als Repräsentanten einer „tiefgreifenden humanistischen Bildung“. Für seine Verbrechen im Zeitalter des Nationalsozialismus ist Eufinger weder in der sowjetischen Besatzungszone oder in der DDR noch in der BRD zur Rechenschaft gezogen worden.
In der Öffentlichkeit erfuhr der Name Eufinger erst durch die Werke des Malers Gerhard Richter postume Bekanntheit. Da Gerhard Richter in den Jahren 1957 bis 1982 mit Eufingers Tochter Ema verheiratet war, hat er auch seinen Schwiegervater Eufinger in den fünfziger und sechziger Jahren mehrfach porträtiert. 2004 wurde durch einen Zeitungsartikel im Tagesspiegel ein tragischer Aspekt in Gerhard Richters Familie bekannt. Seine Tante Marianne Schönfelder war im Februar 1945 in der zweiten Phase des nationalsozialistischen Euthanasie-Programms, der Aktion Brandt, nach ihrer Zwangssterilisierung 1938 ermordet worden. Sein späterer Schwiegervater Heinrich Eufinger war als SS-Obersturmbannführer und damaliger Direktor der Städtischen Frauenklinik verantwortlich für die Zwangssterilisierungen in Dresden. Gerhard Richter wusste bei seiner Heirat mit Ema Eufinger von diesen Zusammenhängen nichts. Er hat aber im Jahr 1965 mit dem Gemälde Herr Heyde, das die Verhaftung des hauptverantwortlichen SS-Arztes für die Massenmorde an körperlich und geistig behinderten Menschen zum Thema hat, die Euthanasie als einer der ersten bildenden Künstler in der Nachkriegszeit behandelt und mit dem Gemälde Tante Marianne den Opfern der Euthanasie ein Gesicht gegeben.

## Schriften
- Umschriebene Fettknoten der Leber. In: Dissertationen der Medizinischen Fakultät der Universität Frankfurt am Main. Bd. 1, 1920, S. 179–192 (Dissertation, Universität Frankfurt am Main, 1920).
- Die Kolloidstruktur des Plasmas während der Gestation. In: Archiv für Gynäkologie. Bd. 133, Heft 2, 1928, S. 453–532 (Habilitationsschrift, Universität Frankfurt am Main, 1928).
- Die Diagnose der Schwangerschaft. In: Josef Halban, Ludwig Seitz (Hrsg.): Biologie und Pathologie des Weibes. Bd. 6, Urban & Schwarzenberg, Berlin 1925, S. 961–1058.
- Mit Wilhelm Ostermann: Die Blutstruktur des Kindes bei Schwangerschaftstoxikosen. In: Archiv für Gynäkologie. Bd. 139, Heft 1/2, 1929, S. 154–160, doi:10.1007/BF01715601.
- Die Klebrigkeit der Leukocyten als klinische Funktionsprüfung in ihrer Bedeutung für gynäkologische Probleme. In: Archiv für Gynäkologie. Bd. 149, H. 3, 1932, S. 630–644, doi:10.1007/BF01820071.
- Mitherausgeber: Geburtshilfe und Frauenheilkunde. Ergebnisse der Forschung für die Praxis. Band 1–55, Thieme, Leipzig 1939–1995.
- Probleme und Aufgaben der Krebsforschung. Nordwestdeutsche Universitätsgesellschaft, Wilhelmshaven 1958.

## Filme
- In dem 2018 erschienenen Spielfilm Werk ohne Autor von Florian Henckel von Donnersmarck, dessen Hauptfigur „Kurt Barnert“ sich an der Lebensgeschichte Gerhard Richters orientiert, wird Eufinger in der Figur des „Prof. Carl Seeband“ (Sebastian Koch) verkörpert.